# Schlickův dům (Cheb)
Schlickův dům je měšťanský dům stojící na náměstí Krále Jiřího z Poděbrad v Chebu. Původně se jednalo rodový dům rodu Schlicků, přestavba do současné podoby proběhla v 19. století v době, kdy dům patřil obchodníkovi Böhmovi, podle návrhu V. Prökla. V ose oken v 1. patře se nachází štukový erb.
Přízemí bylo na rozdíl od zbytku domu přestavěno ještě v druhé polovině 20. století. Dům je využíván k bydlení; v přízemí třípatrové stavby se nacházejí obchody.

## Popis
Schlickův dům je třípatrový nárožní dům o čtyřech okenních osách. Má sedlovou střechu se dvěma zděnými vikýři. Průčelí do náměstí je členěno kordonovou římsou a podokenními římsami. Okna jsou rámována šambránami. Nad okny v prvním a druhém patře se nacházejí profilované vysazené římsy na ozdobných konzolách.